# Topaza pyra
Topaza pyra là một loài chim trong họ Chim ruồi.